# レディ・トゥ・ドリンク
レディ・トゥ・ドリンク（英語: ready to drink、RTD）は、広義には購入後そのまま飲める缶やペットボトル入り飲料のことを言う。
お茶やコーヒー系飲料、カクテル、粉末状ドリンク、プロテイン飲料、ヨーグルト飲料、スムージーなど従来飲むために何かしらの手間が必要だった商品と区別する意味で用いられ、既にパッケージ内で出来上がっていてすぐ飲めることを表している。
狭義では、購入後そのまま飲めるワインや蒸留酒、ビールをベースにした低アルコール飲料（アルコポップ）を差し、特に日本においては缶チューハイや缶カクテル、缶ハイボールをはじめとした市販の低アルコール飲料のことを指す。これに対し、氷を入れたグラスに注いだり、炭酸水で割ったりする商品をレディ・トゥ・サーブ（英語: ready to serve、RTS）という。700ミリリットル前後の瓶入りカクテルや「レモンサワーの素」のような商品がこれにあたる。